# Energy (Illinois)
Pour les articles homonymes, voir Energy.
Energy est un village situé au centre du comté de Williamson,  dans l'Illinois, aux États-Unis,. Il est incorporé le 22 juin 1914.

## Démographie
Lors du recensement de 2010, le village comptait une population de 1 146 habitants. Elle est estimée, en 2017, à 1 130 habitants.

## Personnalités
- Jamie White (1968-), actrice et animatrice de radio, est née à Energy.

### Source de la traduction
- (en) Cet article est partiellement ou en totalité issu de l’article de Wikipédia en anglais intitulé « Energy, Illinois » (voir la liste des auteurs).